# Alachua
Alachua város az USA Florida államában, Alachua megyében. Lakosainak száma 10 574 fő (2020. április 1.).

## Népesség
A település népességének változása:

| 2010 | 9 059  |
| 2020 | 10 574 |